# Pyxidiophora nyctalidis
Pyxidiophora nyctalidis är en svampart som beskrevs av Bref. & Tavel 1891. Pyxidiophora nyctalidis ingår i släktet Pyxidiophora och familjen Pyxidiophoraceae.   Inga underarter finns listade i Catalogue of Life.